# Maria Jotuni
Maria Gustaava Jotuni (Haggrén jusqu'en 1906, Jotuni-Tarkiainen à partir de 1911, née le 9 avril 1880 Kuopio, morte le 30 septembre 1943 à Helsinki) est une écrivaine et une dramaturge finlandaise.

## Œuvre

### Pièces de théâtre
- Vanha koti (1910)
- Miehen kylkiluu (1914)
- Savu-uhri (1915)
- Kultainen vasikka (1918)
- Tohvelisankarin rouva (1924)
- Olen syyllinen (1929)
- Kurdin prinssi (1932)
- Klaus, Louhikon herra (1942)

### Romans
- Arkielämää (1909)
- Huojuva talo (1936, publication posthume)
- Äiti ja poika. Elämän hiljaisina hetkinä (1965)
- Norsunluinen laulu (1947, posthume)
- Jäähyväiset (1949, posthume).

### Nouvelles
- Suhteita (1905)
- Rakkautta (1907)
- Kun on tunteet (1913)
- Martinin rikos (1914)
- Jussi ja Lassi (1921)
- Tyttö ruusutarhassa (1927)

### Recueils
- Kootut teokset I–IV (1930)
- Valitut teokset (1954)
- Maria Jotunin aforismit  (1959)
- Novellit ja muuta proosaa I–II (édité par Irmeli Niemi, Otava, 1980)
- Näytelmät (édité par Irmeli Niemi. Otava, 1981)
- Kun on tunteet, Tyttö ruusutarhassa ynnä muita novelleja édité par Irmeli Niemi, SKS, 1999, 262 pages,  (ISBN 951-746-125-9)

## Prix
- 1910, Prix national de littérature (Finlande)
- 1938, Prix Aleksis Kivi